# Мушампии
Мушампии (лат. Muschampia) — род бабочек из семейства толстоголовок, выделяемый на основе особенностей строения копулятивного аппарата.

## Описание
Бабочки не крупные. Внешний край передних крыльев ровный и выпуклый. Край задних крыльев несколько волнистый или практически ровный. На верхней стороне крылья могут иметь белые пятна. У вершины центральной ячейки задних крыльев находится светлое пятно. Андрокониальные поля на крыльях у самцов располагаются на переднем крае крыла. Тибиальная кисть — андрокониальное образование, имеющее вид пучка волосовидных чешуек — на голенях лапок отсутствует.

## Систематика
Палеарктический род, включающий следующие виды:
- Muschampia antonia (Speyer, 1879)
- Muschampia cribrellum (Eversmann, 1841)
- Muschampia gigas (Bremer, 1864)
- Muschampia kuenlunus (Grum-Grshimailo, 1893)
- Muschampia leuzeae (Oberthür, 1881)
- Muschampia lutulenta (Grum-Grshimailo, 1887)
- Muschampia mohammed (Oberthür, 1887)
- Muschampia musta Evans, 1949
- Muschampia nobilis (Staudinger, 1882)
- Muschampia nomas (Lederer, 1855)
- Muschampia plurimacula (Christoph, 1893)
- Muschampia poggei (Lederer, 1858)
- Muschampia prometheus (Grum-Grshimailo, 1890)
- Muschampia proteus (Staudinger, 1886)
- Muschampia protheon (Rambur, 1858)
- Muschampia proto Ochsenheimer, 1808
- Muschampia proteides (Wagner, 1929)
- Muschampia staudingeri (Speyer, 1879)
- Muschampia tersa Evans, 1949
- Muschampia tessellum (Hübner, 1803)